# Patrick Zygmanowski

## Patrick Zygmanowski – Pianiste concertiste
Pianiste concertiste français d’origine polonaise, Patrick Zygmanowski s’impose comme l’un des artistes les plus raffinés de sa génération. Formé au Conservatoire National Supérieur de Musique de Paris, il y obtient plusieurs premiers prix en piano et musique de chambre, avant d’intégrer le prestigieux troisième cycle, destiné aux grands solistes. Il poursuit ensuite sa formation à la Hochschule für Musik de Munich grâce à une bourse du gouvernement allemand.
Son talent a été récompensé par de nombreux prix internationaux, et sa carrière l’a conduit sur les grandes scènes musicales d’Europe, d’Amérique, d’Asie et d’Amérique latine. Son jeu, alliant virtuosité, finesse et profondeur expressive, est salué par la critique :
«Une virtuosité éblouissante, associée à une intelligence musicale et un humour subtil» — Classica
«Un artiste au toucher expressif» — Répertoire
«Un interprète qui porte son partenaire comme on porte au ballet» — Le Monde de la Musique
Au fil de ses concerts, Patrick Zygmanowski a collaboré avec des musiciens de renom tels que Frédéric Moreau, Renaud Capuçon, Jean-Louis Capezzali, Gérard Caussé ou encore Romain Guyot.
Discographie :
- Musique française pour clarinette et piano avec Florent Héau (Lyrinx, 1999)
- Intégrale des sonates de Brahms et Reger (Zigzag Territoires, 2003)
- Œuvres à quatre mains de Schubert avec Tamayo Ikeda (WPCS 12323, 2009)
- Le piano danse (Harmonia Mundi, 2014)
- Hommage à Astor Piazzolla avec le Trio Innova (IndeSens, 2018)
Également compositeur et arrangeur, il collabore avec la Comédie-Française et reçoit le Prix Delmas de l’Académie des Beaux-Arts. Pédagogue engagé, il est titulaire du Certificat d’Aptitude et enseigne à l’École Normale de Musique de Paris, au CRR d’Aix-en-Provence, et au Osaka College of Music au Japon, en tant que professeur invité permanent.
De 2010 à 2012, il dirige la Villa Kujoyama à Kyoto, résidence d’artistes soutenue par le Ministère des Affaires étrangères, contribuant activement aux échanges culturels franco-japonais.

## Réception
Sa discographie comporte des enregistrements consacrés à la musique française pour clarinette et piano (Duo Héau Zygmanowski, Lyrinx 195 - 1999) ainsi qu’une intégrale des sonates de Brahms et Reger (avec Florent Héau, Zigzag Territoire - 2003) qui reçoivent un accueil unanime de la presse. Plus récemment, il a gravé plusieurs CD : Schubert à quatre mains (WPCS 12323 - 2009), « Le piano danse » toujours à quatre mains (Harmonia Mundi 2014) et un enregistrement consacré aux œuvres d’Astor Piazzolla avec le Trio Innova (IndéSens 2018). Les critiques saluent en lui un « interprète sensible et attentif, qui porte son partenaire comme on porte au ballet avec élégance et autorité », « un pianiste sensible, qui fait preuve d’intelligence et d’humour », « un artiste sensible au toucher délicat et expressif »,.

## Distinctions et récompenses
- Premiers Prix au Concours internationaux de musique de Paris (1994), FNAPEC (1995) - avec le clarinettiste Florent Héau - et Concours Henri Sauguet[5].
- Prix Delmas de l’Académie des beaux-arts (2007)[5].

## Discographie
- Musique française pour clarinette et piano (Duo Héau-Zygmanowski, Lyrinx 1995)
- Intégrale des sonates de Brahms et Reger (avec Florent Héau, Zigzag Territoire mars 2003)
- Petit Pépé, compositeur & piano (Corelia B0012ZWDFW - 2008)
- L'imparfait, compositeur (Corelia B002BKWHVW - 2009)
- Œuvres de Schubert à quatre mains (WPCS 12323 - 2009),
- «Le piano danse» à quatre mains (Harmonia Mundi 2014)
- Astor Piazzolla avec le Trio Innova (IndéSens 2018)